# هنرييت رولاند هولست
هنرييت رولاند هولست (بالهولندية: Henriette Goverdine Anna Roland Holst van der Schalk)‏ (24 ديسمبر 1869، نوردفايك في هولندا - 21 نوفمبر 1952، أمستردام في هولندا)؛ مؤلِّفة، كاتِبة مسرحية، سياسية، صحفية وشاعرة هولندية.

## روابط خارجية
- هنرييت رولاند هولست على موقع الموسوعة البريطانية (الإنجليزية)